# Blackey
Blackey és una població del Comtat de Letcher a l'estat de Kentucky (Estats Units d'Amèrica).

## Demografia
Segons el Cens dels Estats Units del 2000, Blackey tenia 153 habitants, 65 habitatges, i 49 famílies. La densitat de població era de 120,6 habitants/km².
Per edats la població es repartia de la següent manera: un 17% tenia menys de 18 anys, un 11,8% entre 18 i 24, un 24,8% entre 25 i 44, un 34% de 45 a 60 i un 12,4% 65 anys o més.
L'edat mediana era de 42 anys. Per cada 100 dones de 18 o més anys hi havia 95,4 homes.
La renda mediana per habitatge era de 19.250 $ i la renda mediana per família de 20.625 $. Els homes tenien una renda mediana de 30.536 $ mentre que les dones 21.875 $. La renda per capita de la població era d'11.278 $. Entorn del 22,9% de les famílies i el 24,3% de la població estaven per davall del llindar de pobresa.

## Poblacions més properes
El següent diagrama mostra les poblacions més properes.